# Rivendell
Rivendell  je vilenjački grad u Međuzemlju, iz knjige Gospodar prstenova. Zove se i Posljednja domaća kuća. Izgradio ga je Elrond, u Drugom dobu, oko 4-5 000 godina prije događaja iz Gospodara prstenova. Osim Elronda, važni vilenjaci koji žive u Rivendellu su Arwen i Glorfindel.

U Hobitu, Bilbo Baggins je s patuljcima zastao u Rivendellu, na putu prema Pustošiji i također na povratku prema Shireu s Gandalfom. U Gospodaru prstenova, Frodo Baggins i njegovi prijatelji Hobiti kreću u Rivendell, gdje se sreću s Bilbom. Nekoliko drugih vilenjaka, patuljaka i ljudi također stižu u Rivendell zbog drugih zadataka; na Elrondovom vijeću saznaju da su svi njihovi zadaci povezani sa sudbinom Jednog Prstena, te moraju odlučiti što će učiniti povodom toga. Rivendell se nalazi na rijeci Bruinen (jedan od glavnih prilaza Rivendellu je kod gaza rijeke Bruinen), ali je dobro sakriven u gorju Hithaeglir (Magleno gorje). Klima Rivendella je umjerena, s umjereno sunčanim ljetima i sniježnim zimama. Rivendell je ustvari prikaz Lauterbrunnentala u Švicarskoj, gdje je Tolkien boravio 1911. godine.